# Cordillera Blanca

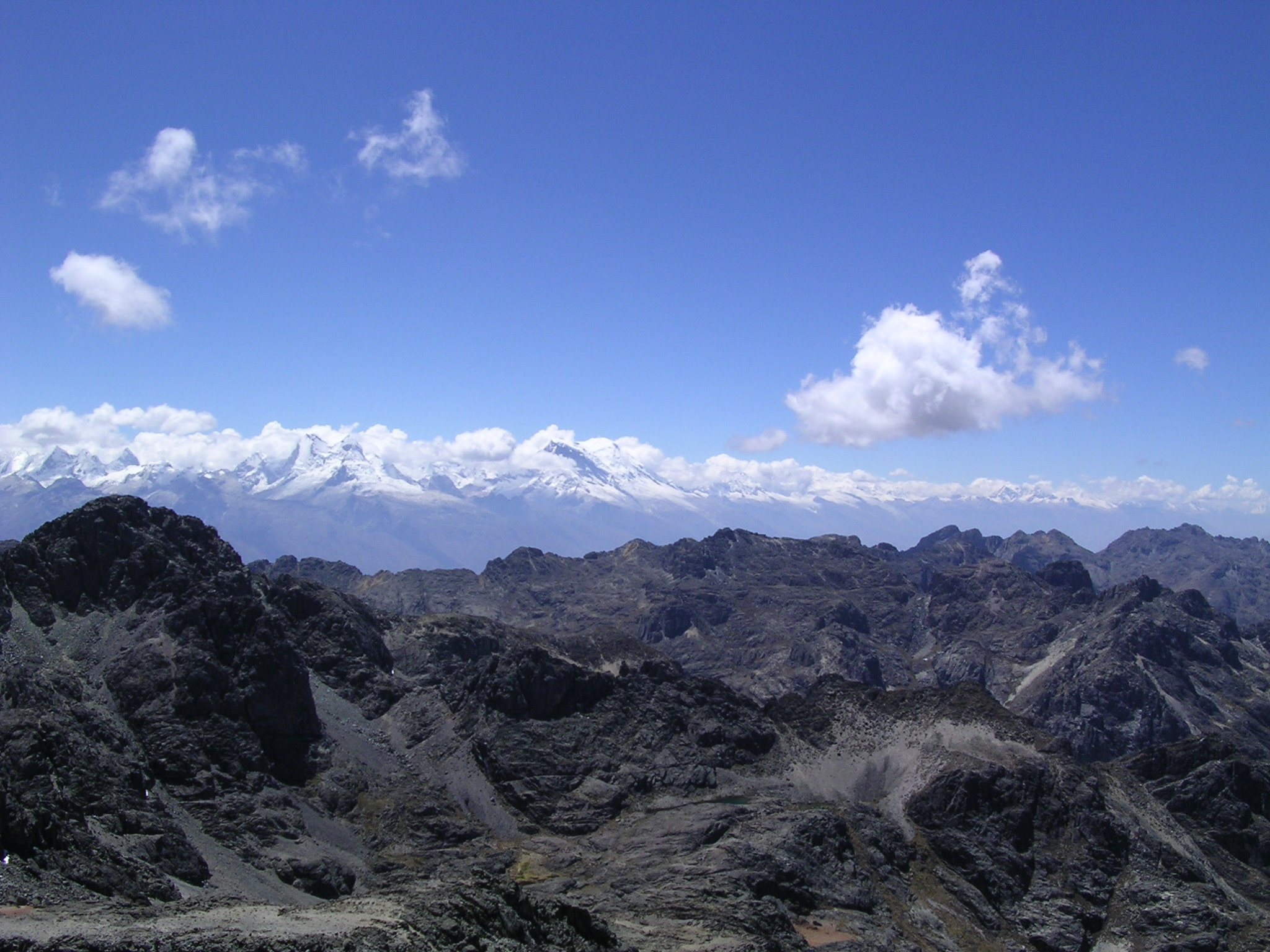
Cordillera Blanca sett från Cordillera Negra, mellan vilka ligger Callejón de Huaylas.

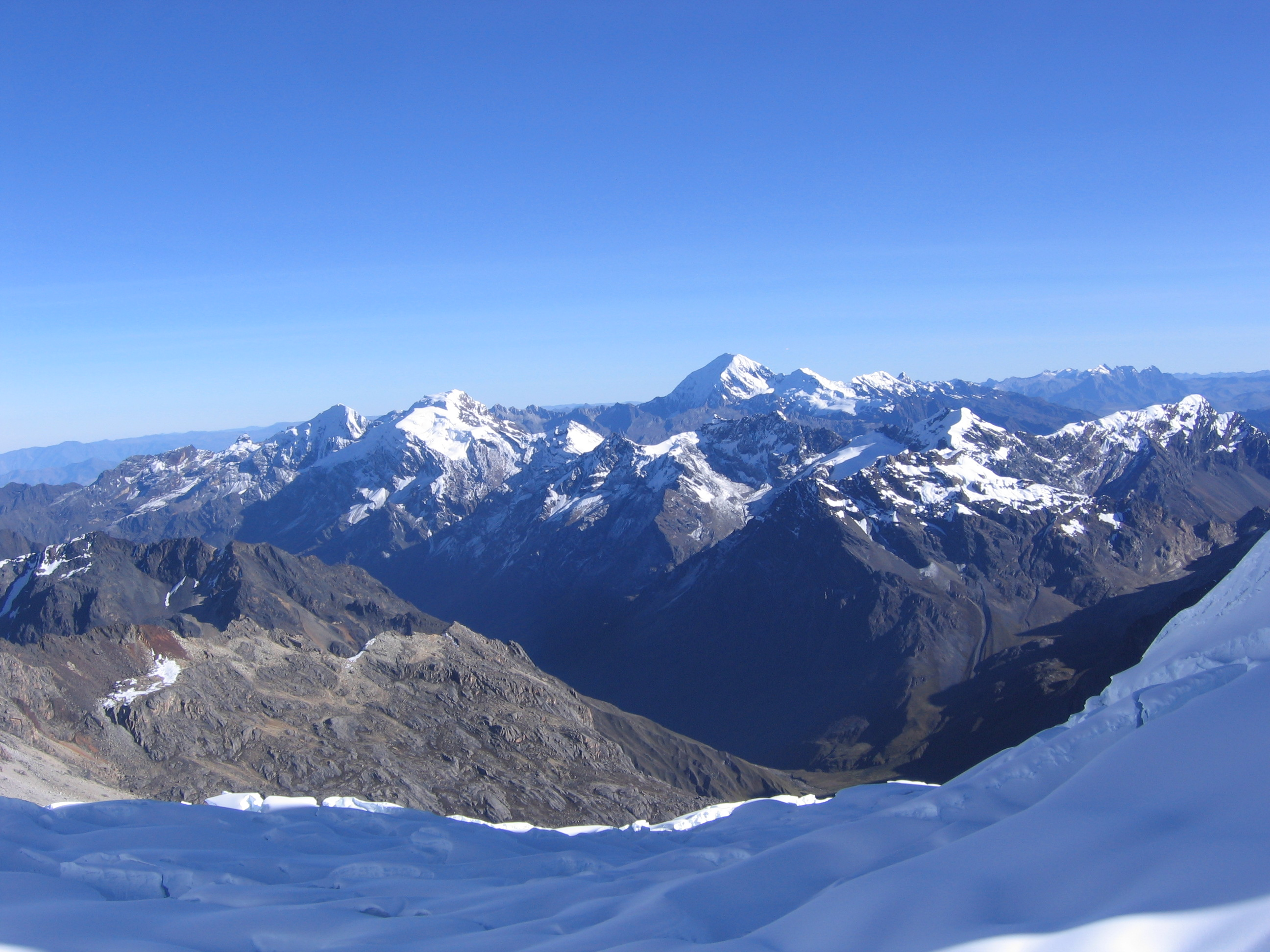
Cordillera Blanca.

Cordillera Blanca (Den vita bergskedjan) är en snötäckt bergskedja i peruanska Anderna.
Cordillera Blanca ligger i departementet Áncash i norra delen av Peru. Tillsammans med Cordillera Negra (väster om Cordillera Blanca) avgränsar den området Callejón de Huaylas. Genom detta område rinner floden Santa. 
Bergskedjan har 50 toppar med en höjd över 5500 meter i ett mycket begränsat område cirka 23 kilometer brett och 200 kilometer långt. Högsta bergstoppen i Peru, Huascarán (6768 m) ligger här. Nationalparken Huascarán som grundades 1975 omfattar nästan hela området för Cordillera Blanca.

## Ursprung
Cordillera Blanca är en följd av att den Sydamerikanska kontinentalplattan på grund av trycket från Nazcaplattan har höjt sig och efter miljontals år på så sätt bildat Cordillera Blanca.

## Naturreservat
Praktiskt taget hela bergskedjan är skyddad genom Nationalparken Huascarán. Där finns bergstoppar som Huandoy och Huascarán (det högsta berget i Peru) och ytterligare 663 glaciärer, 269 sjöar, bland vilka märks sjöar som Llanganuco och 42 floder, förutom 33 arkeologiska fyndplatser. 
Nationalparken börjar i staden Cashapampa och slutar i ravinen i Yungay vid kanten av de två smaragdfärgade Llanganucosjöarna. Räknat som vandringsled tar denna sträcka vanligtvis mellan fyra och sex dagar 

## Historia
Jordbävningen i Áncash 1970 inträffade den 31 maj 1970. I kombination med ett efterföljande jordskred vid Huascarán blev följden den största naturkatastrofen som hittills registrerats i Perus historia. Jordbävningen hade en styrka av 7,9 på Richterskalan och en intensitet av upp till VIII på Mercalliskalan. Jordbävningen varade i 45 sekunder och orsakade ett jordskred som inom några minuter sköljde över de två byarna Yungay och Ranrahirca, vilka utplånades och begravdes under ett 12 meter djupt täcke av vatten, is, lera och sten.
Peru är det tredje landet i världen som har drabbats hårdast av den globala uppvärmningen. De glaciärer som finns i Cordillera Blanca har reducerats kraftigt under de senaste decennierna. 1970 uppmättes glaciärområdet till 723,37 km², men 1997 minskade glaciärmassan med 15,46%, enligt rapporter från det nationella institutet för naturresurser i Peru. För närvarande uppgår ytan till 535 km². 
Nyligen har de peruanska myndigheterna rapporterat att Broggiglaciären har försvunnit, vilken låg öster om staden Yungay på toppen av ravinen vid Llanganuco. Denna glaciär var större än Pastoruri, den mest emblematiska för Cordillera Blanca tack vare sin skönhet och attraktionsvärde för turismen. Pastoruri har också fått sin storlek minskad, så att den numera inte betraktas som snötäckt utan som täckt av is.